# Дворец Эстевес
Дворец Эстевес (исп. Palacio Estévez) — историческое здание, расположенное на площади Независимости, в Монтевидео, столице Уругвая.

## История
Здание построено в сочетании дорического и колониального стиля под руководством Мануэля де Кастеля в 1873 году. В этом здании находилась резиденция президента Уругвая, а затем здесь был создан музей, с сувенирами и подарками президента и его должностных лиц.
Дом принадлежал Франсиско Эстевесу и его семье, пока не был приобретен уругвайским правительством в 1880 году, для создания рабочего места для президента Лоренцо Латорре.
После восстановления демократии в 1985 году, президент Хулио Мария Сангинетти перенес резиденцию исполнительной власти в Либерти-билдинг, до этого здание министерства обороны. Во время президентства Табаре Васкеса резиденция была перенесена в Исполнительную башню, рядом со дворцом Эстевес.
Законом № 18594 от 18 сентября 2009 года останки Хосе Артигаса, национального героя и основателя Уругвая, были перенесены из мавзолея на площади Независимости во дворец.